# Михайлены (Рышканский район)
Михайлены, Михайляны, Михэйлень (рум. Mihăileni) — село в Рышканском районе Молдавии. Относится к сёлам, не образующим коммуну.

## География
Село расположено на высоте 175 метров над уровнем моря.

## Население
По данным переписи населения 2004 года, в селе Михэйлень проживает 4465 человек (2175 мужчин, 2290 женщин).
Этнический состав села:
| Национальность | Число жителей | Процентный состав |
| -------------- | ------------- | ----------------- |
| молдаване      | 4417          | 98,92             |
| цыгане         | 18            | 0,4               |
| украинцы       | 13            | 0,29              |
| румыны         | 7             | 0,16              |
| русские        | 5             | 0,11              |
| поляки         | 1             | 0,02              |
| гагаузы        | 1             | 0,02              |
| евреи          | 1             | 0,02              |
| болгары        | 1             | 0,02              |
| прочие         | 1             | 0,02              |
| Всего          | 4465          | 100 %             |

## Известные уроженцы
- В селе родились Кошериу, Эуджен (1921—2002) — немецкий учёный-лингвист румынского происхождения.
- Мындыкану, Валентин Романович (1930—2012) — писатель, учёный-лингвист, редактор, переводчик, публицист, журналист, общественный деятель.